# Волков, Вячеслав Иванович
Вячеслав Иванович Волков (15 [27] сентября 1877, станица Атаманская Омского уезда Акмолинской области — 29 января [10 февраля] 1920, близ разъезда Китой Иркутского уезда Иркутской губернии) — русский военачальник, генерал-майор (1918). Участник Первой мировой и Гражданской войн. Видный деятель Белого движения в Сибири. Один из первых и наиболее непримиримых борцов с советской властью в Сибири.
Один из организаторов свержения советской власти в июне 1918 года в Западной Сибири; один из главных участников событий, приведших к власти адмирала А. В. Колчака.
Монархист. Основатель монархической организации «Смерть за Родину». Участник Великого Сибирского Ледяного похода.
Кавалер ордена Святого Георгия 4-й степени, ранее принадлежавшего знаменитому русскому полководцу времен русско-турецких войн «белому генералу» М. Д. Скобелеву.

## Происхождение и образование
Происходил из дворян Акмолинской области. Отец — обер-офицер Сибирского казачьего войска.
В 1895 году окончил 1-й Сибирский кадетский корпус, а в 1897 году — 3-е военное Александровское училище. В 1913 году окончил Офицерскую кавалерийскую школу с отметкой «успешно».

## Довоенная служба
Начал воинскую службу 1 января 1895 года. 13 августа 1897 года был выпущен хорунжим в 4-ю сотню 1-го Сибирского казачьего Ермака Тимофеева полка (старшинство с 12 августа 1896 года).
1 августа 1901 года был произведён в сотники (старшинство с 12 августа 1900 г.), 18 ноября 1904 года — в подъесаулы (старшинство с 12 августа 1904 г.).
С 8 июня 1910 года командовал 1-й сотней 1-го Сибирского казачьего Ермака Тимофеева полка. Полковой командир ермаковцев генерал П. Н. Краснов характеризовал Вячеслава Ивановича как «рыцаря без страха и упрека, образцового командира сотни, всегда выдающегося».
В 1910 году был награждён орденом Святого Станислава 3-й степени.
10 февраля 1913 года был произведён в есаулы (старшинство с 12 августа 1908 г.).
В 1913 году был награждён орденом Святой Анны 3-й степени, за успешное окончание кавалерийской школы — в 1914 году был пожалован орденом Святой Анны 2-й степени.

## Участие в Первой мировой войне

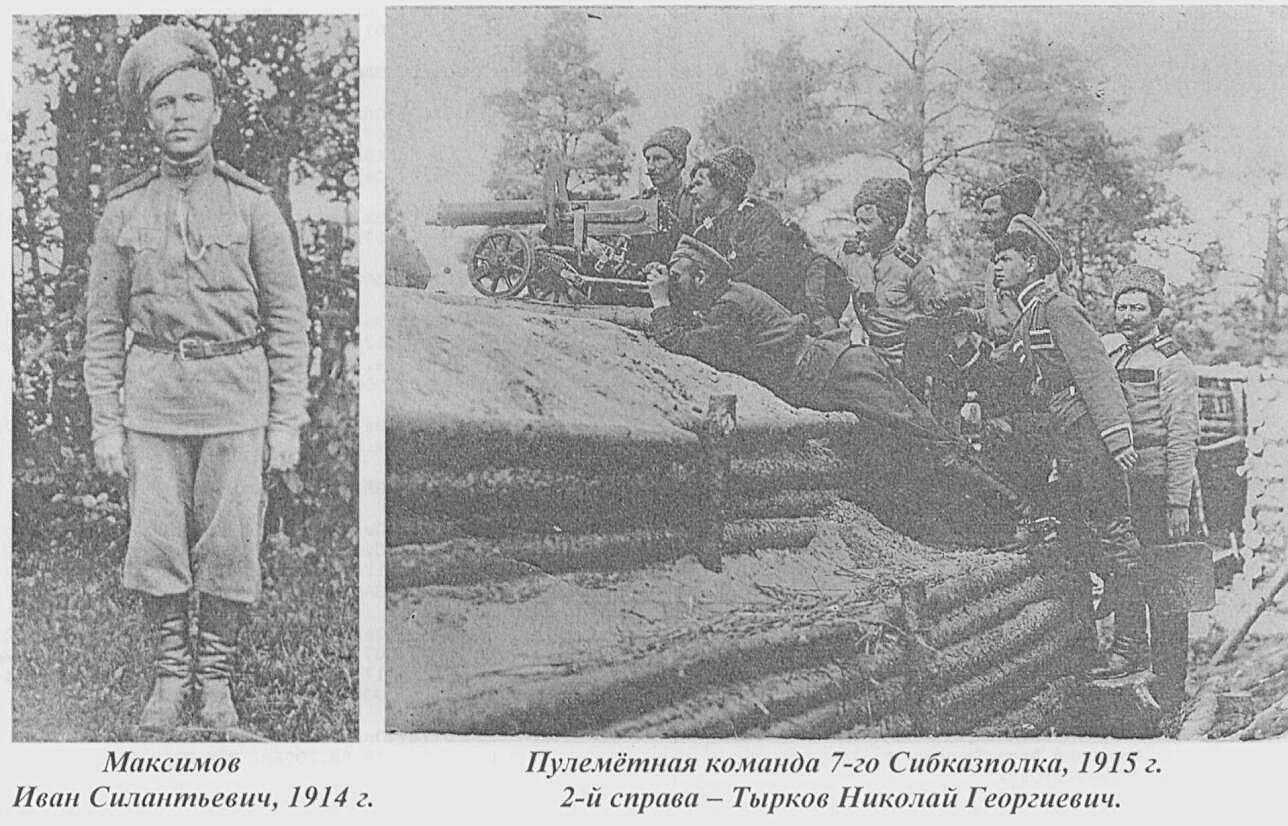
Пулеметная команда 7-го Сибирского казачьего полка

С началом Великой войны выходит на фронт командиром 4-й сотни в 1-м Сибирском казачьем Ермака Тимофеева полку на Кавказском фронте.
Отличился в конной атаке под Ардаганом. 21 декабря 1914 года за взятие турецкого знамени 8-го пехотного Константинопольского полка в конной атаке под Ардаганом был награждён орденом Святого Георгия 4-й степени, ранее принадлежавшим «Белому генералу» М. Д. Скобелеву.
За бой 2 января 1915 года у деревни Еникей был награждён 7 января 1916 года Георгиевским оружием и французской Военной медалью "Medaille militaire".
В 1916 году был произведён в войсковые старшины.
Стоял во главе полковой делегации, в январе 1917 года ездившей в Царское Село представляться Императору Николаю II.
Был делегирован в марте 1917 года на Общеказачий съезд в Петрограде от Отдельной Сибирской казачьей бригады.
После провала Корниловского выступления был вынужден покинуть свой полк из-за разногласий с полковым комитетом.
С ноября 1917 года командовал 7-м Сибирским казачьим полком в Московском военном округе, в начале 1918 года прибывшим в Сибирь и расквартированным в Кокчетаве.

## Участие в Гражданской войне

### Во главе первого антисоветского восстания в Сибири
Один из организаторов свержения советской власти в июне 1918 года в Западной Сибири. Весной 1918 года руководил тайной офицерской организацией в Петропавловске и стоял во главе одного из самых первых антисоветских восстаний в Сибири — в ночь на 31 мая 1918 года в Петропавловске — закончившегося падением советской власти в городе и изгнанием Совдепа.
С 31 мая 1918 года командовал войсками Петропавловского (Акмолинского) района и 1-м Сибирским казачьим Ермака Тимофеева полком.
С 10 июля 1918 года — командир бригады 1-й Сибирской казачьей дивизии.

### Алтайская экспедиция по ликвидации красногвардейского отряда П. Ф. Сухова

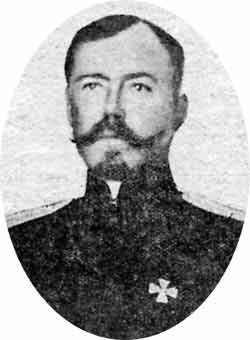
В. И. Волков

В июле и августе 1918 года руководил Алтайской экспедицией по ликвидации сильного красногвардейского отряда П. Ф. Сухова и с 1-м Сибирским казачьим полком, совершив рейд по Алтаю, полностью уничтожил этот отряд красных.
После свержения советской власти в Барнауле красные пытались найти выход из кольца правительственных войск и им пришлось для реализации этой задачи разделились на несколько групп. Сухов возглавил один из сводных отрядов в 2000 человек, сформированный из остатков красноармейских частей, и от станции Алейская направился через Кулундинскую степь по направлению к Омску. Однако вскоре в Омске советская власть также пала, и суховскому отряду остался только один путь — на юг, через Горный Алтай, Монголию, Китай в Семиречье — на соединение с частями Красной армии Туркестанского фронта. В этом направлении им не противостояли крупные соединения белых, а у местных жителей можно было реквизировать продовольствие и лошадей. В течение двух месяцев, в постоянных стычках с местным населением, двигался суховский отряд по степям Кулунды к границе с Китаем, создавая на пути своего следования из местных низов советские учреждения. Суховский отряд представлял собой реальную силу: шахтёры Кузбасса и интернационалисты, венгры и немцы-военнопленные Великой войны были вооружены винтовками и пулемётами.
Сибирское правительство учитывало опасности, которые могли возникнуть в связи рейдом красногвардейского отряда, и 15 июля в Алтайской губернии было введено военное положение. 1-й Сибирский Ермака Тимовеева полк сначала планировали использовать под Тюменью, однако в итоге отправили в начале 20-х чисел июля на Алтай, где подразделения Западно-Сибирской армии безуспешно пытались окружить и уничтожить сильный красный отряд П. Ф. Сухова. Командовал созданным отрядом из полка численностью до 860 шашек с приданными ему одним или двумя орудиями Сибирского казачьего артдивизиона комбриг сибирцев В. И. Волков, на которого было возложено общее руководство операцией по ликвидации отряда П. Ф. Сухова. Правой его рукой был командир 1-гo полка подъесаул А. В. Катанаев. Миновав Барнаул, волковцы выгрузились на станции Алейской и двинулись в конный поход за красными.
Получив высокое назначение командующим Юго-Восточным фронтом, Волков издал свой первый приказ начальникам гарнизонов Бийска, Барнаула, Камня, Славгорода, Усть-Каменогорска об объявлении линии железной дороги и прилегающей территории на военном положении, однако отряд Сухова всё же успел пересечь линию железной дороги между станциями Шипуновка и Поспелиха, и уже находился на пути к горам Алтая.
31 июля отряд Сухова попробовал взять станицу Антоньевскую, но сразу же натолкнулся на ожесточённое сопротивление казаков, которые, обнаружив отряд Сухова силою 700—800 штыков, стали оттеснять красных от лесных массивов и деревень. Понеся потери, суховцы, тем не менее продолжили движение, но уже 4 августа правительственный отряд полковника Волкова настиг красных в селе Тележиха. Волков силами своих подразделений, Новониколаевского добровольческого отряда и станичников Бийской линии окружил село и приказал уничтожить противника. Потеряв в ходе боя, продолжавшегося целые сутки, половину своего состава, красногвардейский отряд не смог удержаться и к вечеру начал в панике отступать через гору Будачиху. Уйти удалось только 400 красногвардейцев, и разгром под Тележихой имел для отряда Сухова роковые последствия морального плана. Волковцам достались значительные трофеи: пулемёты, мотоциклы, санитарный отряд и т. д. В бою особо отличились казаки-артиллеристы, выкатив орудие на прямую наводку, быстро расстреляв мешавший белым пулемёт противника, за что наводчик орудия младший урядник Сибирского казачьего артдивизиона Тимофей Гробылев был награждён Георгиевским крестом 4-й степени.
От Тележихи остатки отряда Сухова двинулись по маршруту Топольное—Усть-Мута—Яконур—Усть-Кан—Сугаш—Абай—Усть-Кокса—Катанда—Тюнгур, но войсковой старшина В. И. Волков весьма умело организовал как преследование суховцев, так и взаимодействие с местными казачьими и инородческими отрядами. С большим трудом красногвардейцы Сухова выбрались из гор на Уймонский тракт и двинулись по направлению Катанды, где их уже поджидал прибывший из Улалы белый отряд, который привлек местное казачество и возмущённое произволом красногвардейцев местное население и устроил недалеко от Тюнгура две засады: первую в самом узком месте, при впадении в Катунь горной речушки Деты-Кочко, и другую, на правом берегу Катуни, у заимки Туралдинки. В каждой засаде поставили по пулемёту. Первая засада должна была остановить продвижение красных вперед, вторая — отрезать обратный путь в Тюнгур. Кроме того, в самом Тюнгуре был скрыт отряд из местного населения в четыреста ружей. 10 августа Сухов попал в казачью ловушку, продвигаясь по самому узкому месту вдоль реки под крутизной горы Байды (Бай-туу), в которой часть его отряда была уничтожена, часть пленена. В течение дня шло планомерное истребление красных, которые гибли в бесплодных поисках какого-либо укрытия, а с наступлением сумерек остатки отряда вразброд начали подниматься по склонам горы и были выловлены вооружёнными отрядами из местного населения и казаками Волкова. На четвёртый день был пойман и сам красный командир Сухов, в чьем обозе было найдено много всякого добра: серебро, золото, ценные вещи, реквизированные красногвардейским отрядом в ходе его двухмесячного похода у местных жителей.
С успехом завершив Алтайскую экспедицию, 1-й полк с артиллерией погрузился в Бийске в вагоны и железной дорогой 30 или 31 августа вернулся в Омск.

### Начальник гарнизона Омска

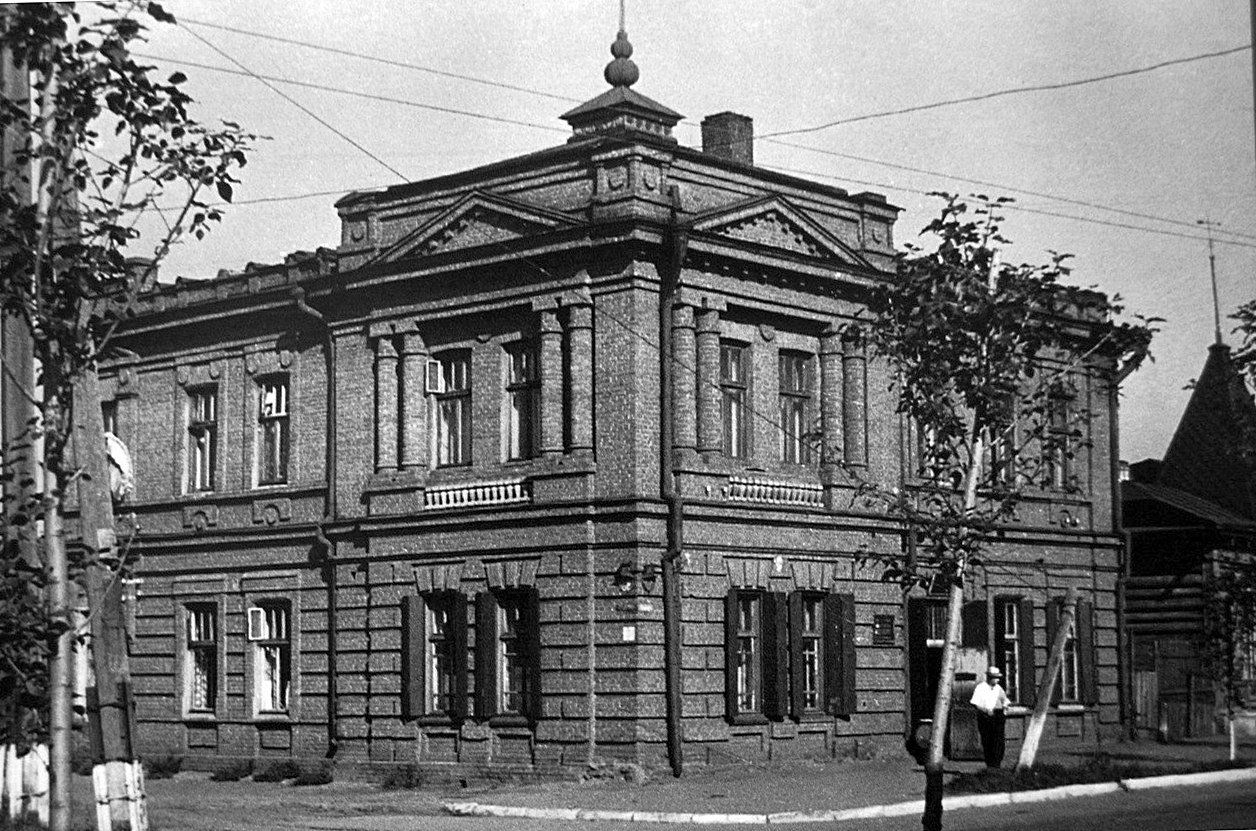
Дом казачьего полковника В. И. Волкова, каким он был до его достройки в конце XX века вдоль улицы Пушкина. Омск, улица Атаманская, д. 3 — ныне улица Пушкина, д. 74

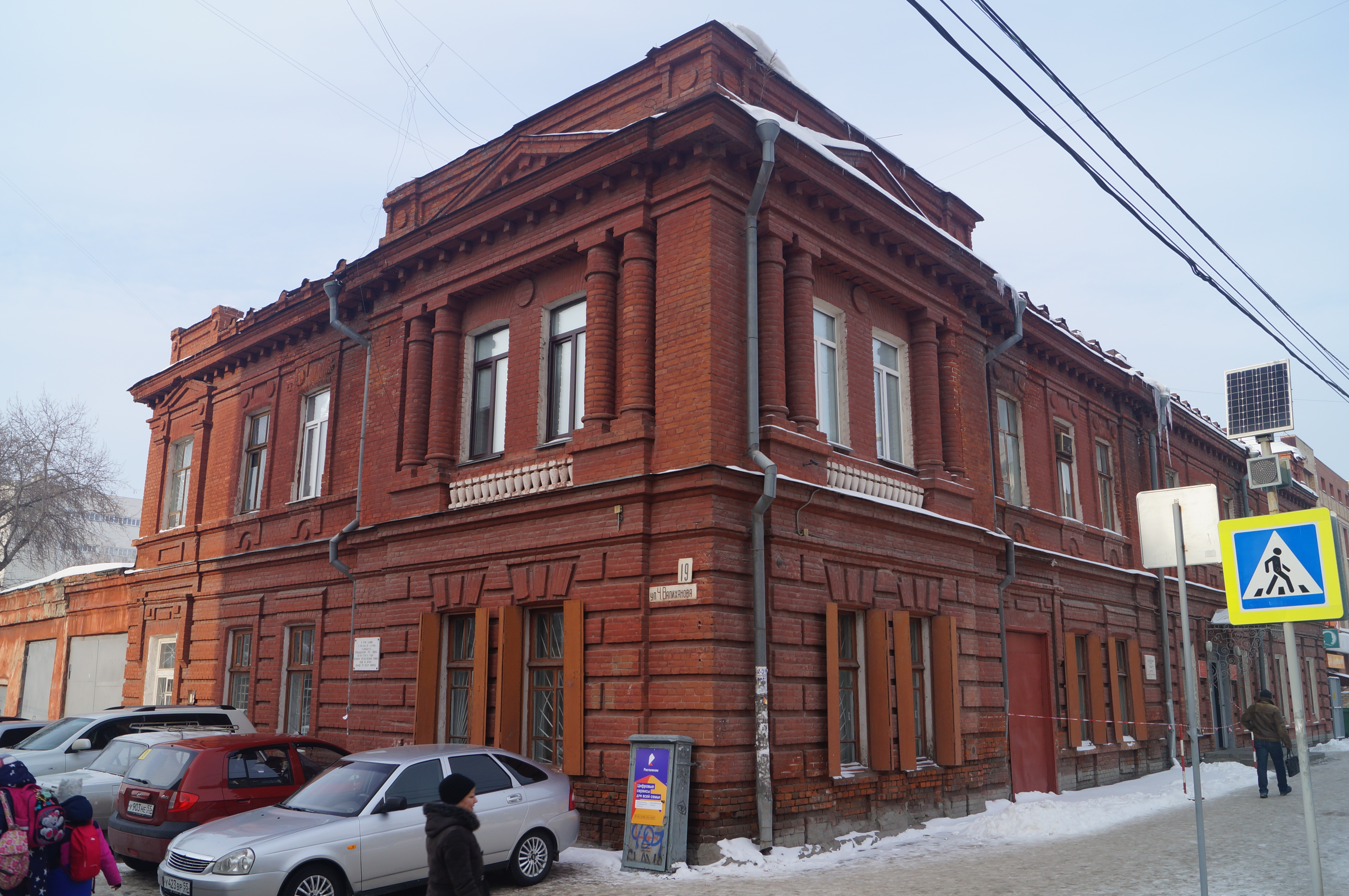
Дом В.И. Волкова сегодня. Улица Пушкина, д. 74

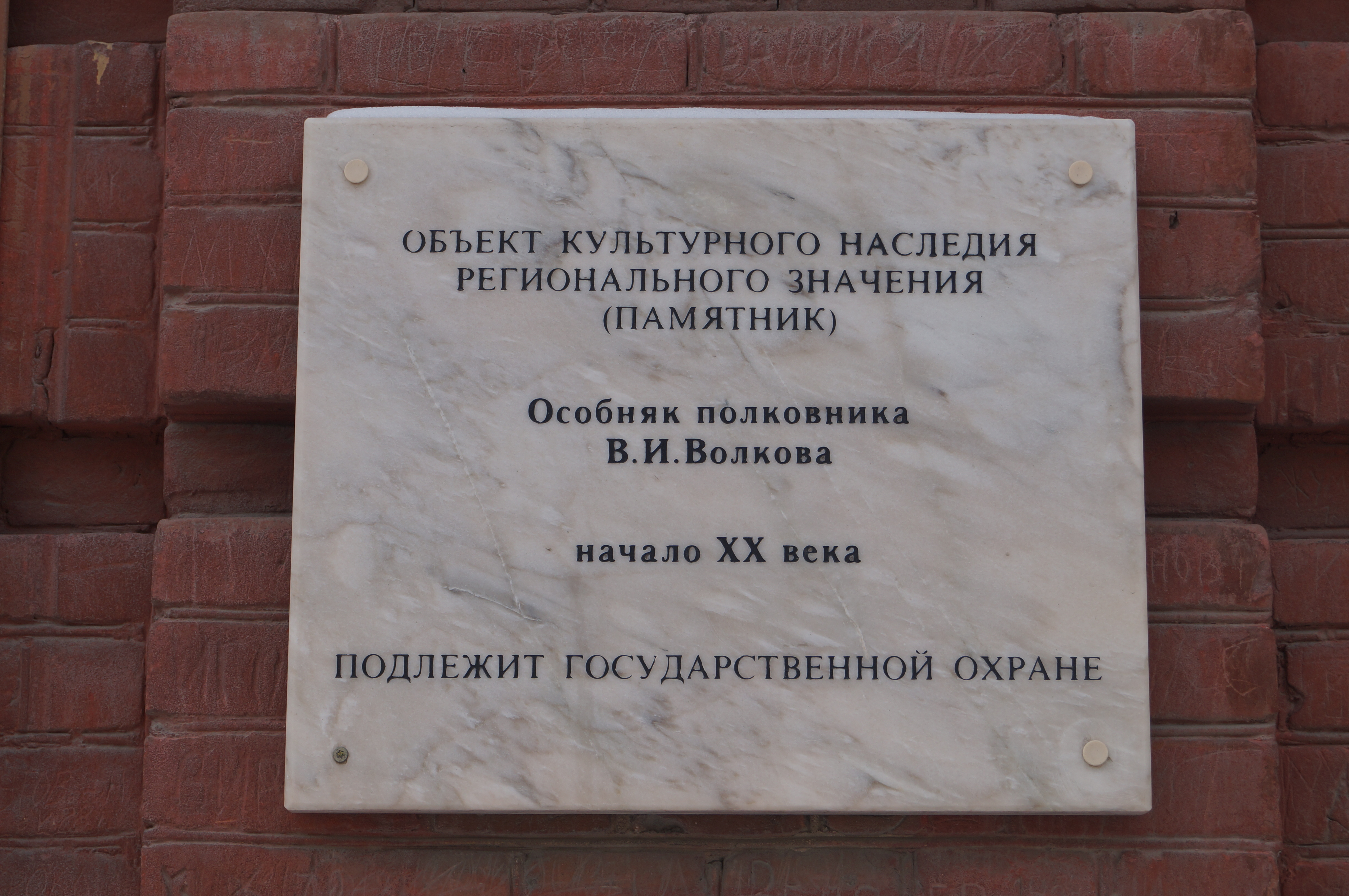
Мемориальная доска на доме В. И. Волкова

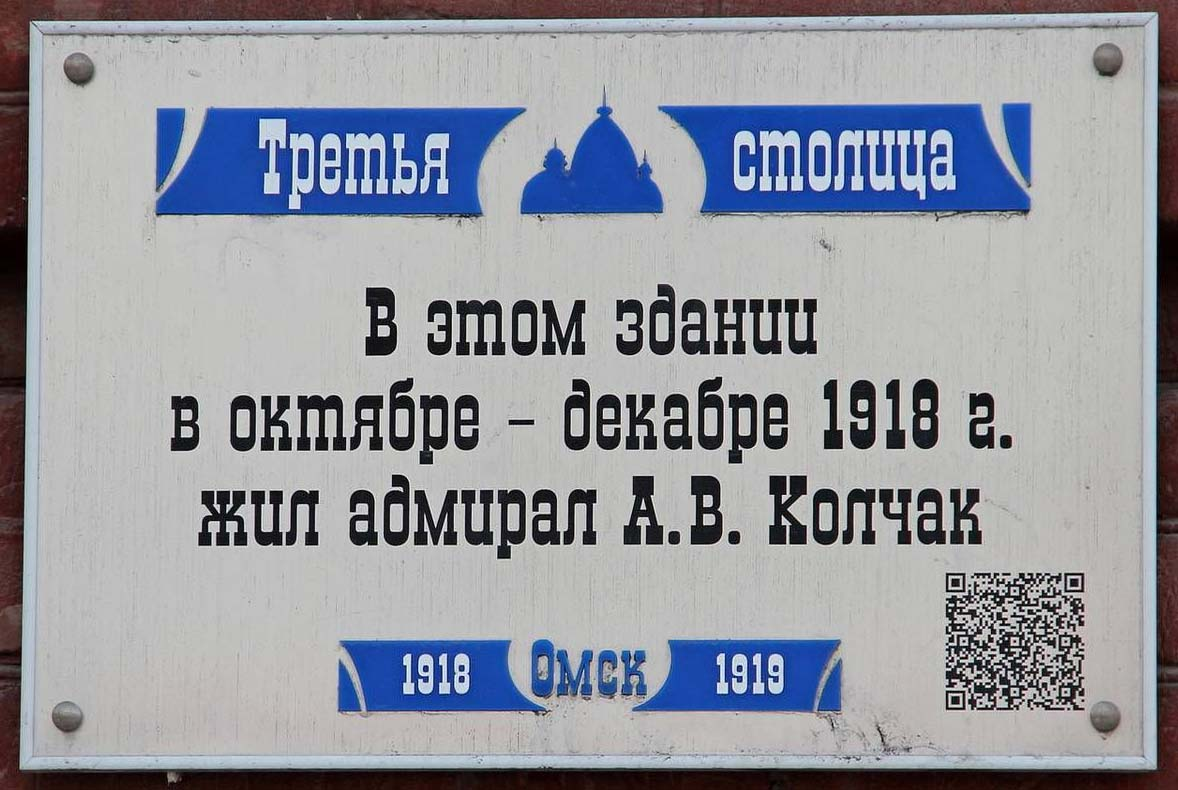
Доска Федерального проекта «Третья столица» на здании особняка Волкова, в котором адмирал А. В. Колчак около месяца проживал, занимая должность Военного министра Директории

С 8 сентября был назначен начальником гарнизона г. Омска и уполномоченным командующего армией по охране государственного порядка и общественного спокойствия. 17 сентября за отличия в боях приказом по Сибирской армии был произведён в полковники.
В ночь с 20 на 21 сентября 1918 г. предупредил захват власти в Омске эсерами, арестовав 21 сентября 1918 г. Крутовского, Шатилова, Якушева, Новосёлова. Направил дело об аресте Новосёлова прокурору Омской судебной палаты.
C 3 октября 1918 года — командующий 1-й Сибирской казачьей дивизией.
В середине октября состоялась первая встреча и знакомство Вячеслава Ивановича с прибывшим в Омск вице-адмиралом А. В. Колчаком. Именно в доме Волкова Колчак, принявший предложение генерала Болдырева занять пост военного министра Директории, снимал комнату до дня своего избрания на пост Верховного правителя России.

### Руководитель переворота 18 ноября 1918

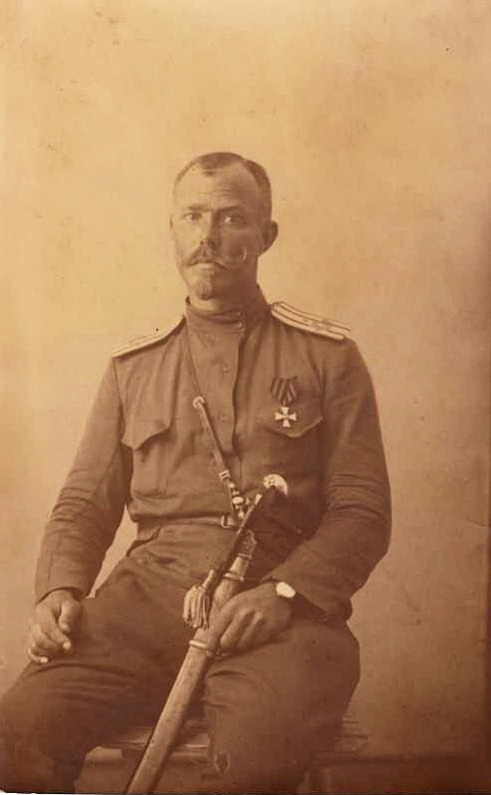
В. И. Волков

Стал руководителем событий, приведших 18 ноября 1918 года к власти адмирала А. В. Колчака.
Вокруг генерала В. И. Волкова сформировалась группа выдающихся боевых офицеров бывшей Русской Императорской армии, в большинстве принадлежавших к потомственному военно-служилому дворянству. Входившие в группу офицеры были глубоко патриотичны и обладали богатейшим фронтовым опытом и большим интеллектуальным потенциалом, группа действовала энергично и решительно. В руководстве Сводно-казачьего корпуса и Конной группы было, как минимум, четыре георгиевских кавалера: сам В. И. Волков, его начальник штаба И. И. Смелов, П. П. Самсонов, барон Н. А. Деллингсгаузен. Причем Волков и Самсонов имели и Георгиевское оружие, и орден Святого Георгия 4-й степени. Обращает внимание количество немцев в окружении В. И. Волкова: Н. А. Деллингсгаузен, В. К. фон Баумгартен, Ф. Ф. Мейзе, А. А. Эйхельбергер, Г. Л. Вульфиус. Первые двое из них были явными монархистами, как и сам генерал. Заметны и офицеры, состоявшие с ним в той или иной степени родства: брат Л. И. Волков, свояк А. П. Панкратов, зять А. А. Эйхельбергер. Эти георгиевские кавалеры (кроме И. И. Смелова), эти немцы и эти родственники шли с Вячеславом Ивановичем Волковым до конца, до рокового дня 10 февраля 1920 г. у разъезда Китой.
В ночь на 17 ноября 1918 года на городском банкете в честь французского генерала Жанена произошёл инцидент, в ходе которого три высокопоставленных казачьих офицера — начальник Омского гарнизона полковник Сибирского казачьего войска В. И. Волков, войсковые старшины А. В. Катанаев и И. Н. Красильников — потребовали исполнить русский национальный гимн «Боже, Царя храни». У лидеров партии эсеров, присутствовавших на банкете в качестве представителей Директории, это вызвало чувство досады такой степени, что они сразу же обратились к А. В. Колчаку и потребовали ареста казачьих офицеров за «неподобающее поведение». Сам Колчак вернулся в Омск из недельной поездки на фронт ранним вечером 17 ноября.
Не став дожидаться собственного ареста, Волков и Красильников сами произвели упреждающий арест представителей левого крыла Временного Всероссийского правительства — эсеров Н. Д. Авксентьева, В. М. Зензинова, А. А. Аргунова и товарища министра внутренних дел Е. Ф. Роговского, который как раз и занимался формированием партийного вооружённого милицейского отряда «для охраны Директории». Всех арестованных офицеры на ночь заперли в помещении городских казарм. На свободу троих остальных членов Директории, в числе которых был и председатель Совета министров и Верховный Главнокомандующий — никто не покушался. Как пишет историк А. С. Кручинин, организованные полковником Волковым аресты очень сильно напоминали сентябрьские омские события, когда путём ареста эсеров полковник предотвратил эсеровский переворот.
Собравшийся на следующее утро после ареста эсеров Совет министров счёл, что запертые в казармах сами виноваты в таком повороте событий, а следовательно, сохранение за ними места в правительстве привело бы лишь к дальнейшей дискредитации власти. Исполнительным органом Директории на экстренном заседании, созванном премьер-министром П. В. Вологодским, было решено, что этому органу следует принять на себя всю полноту верховной власти, а затем передать её избранному лицу, которое будет руководить на принципах единоначалия.
В числе первых посетителей избранного на должность Верховного правителя А. В. Колчака были полковник В. И. Волков и войсковые старшины А. В. Катанаев и И. Н. Красильников, повинившиеся в том, что, «руководимые любовью к родине… по взаимному соглашению и не имея других сообщников», арестовали среди ночи членов Директории. «На лицах казаков было искренне раскаяние, а в глазах плясали веселые зайчики». Колчак сообщил им, что отдаст их под суд, но у покидавших Верховного казаков на лицах не было и тени испуга.
Для успокоения общественного мнения Колчак приказал выявить виновных в аресте членов Директории и передать их дело в суд. Перед судом предстали полковник Волков, войсковые старшины Катанаев и Красильников. Во время заседаний суда, однако, речь шла преимущественно о подрывных действиях подвергшихся аресту членов Директории — эсеров. А защита доказала, что преступление, в котором обвинялись офицеры — «посягательство на верховную власть с целью лишить её возможности осуществлять таковую» — совершено не было, так как арест Авксентьева с Зензиновым Директорию не разрушил. Подразумевалось, хотя прямо не говорилось, что с юридической точки зрения переворот совершил Совет министров, а не эти три казачьих офицера. В итоге все трое обвиняемых были оправданы. Более того, указом Верховного правителя адмирала Колчака в те же дни им были присвоены очередные воинские звания (В. И. Волков был 19 ноября произведён в генерал-майоры). Для видимости оправданные офицеры были на время удалены из Омска и направлены в Восточную Сибирь. Этим инцидент официально и был исчерпан. Колчак впоследствии отмечал, что он тогда дал понять, что не допустит кары над этими людьми, и что всю ответственность за произошедшее он берёт на себя. Суд был нужен, по его словам, чтобы предать гласности обстоятельства переворота.
С 1 декабря 1918 по 24 января 1919 командовал Восточно-Сибирской отдельной армией одновременно с порученным ему командованием 4-м и 5-м корпусными районами и с присвоением прав генерал-губернатора Иркутска.

### «Особая миссия» на Дальний Восток

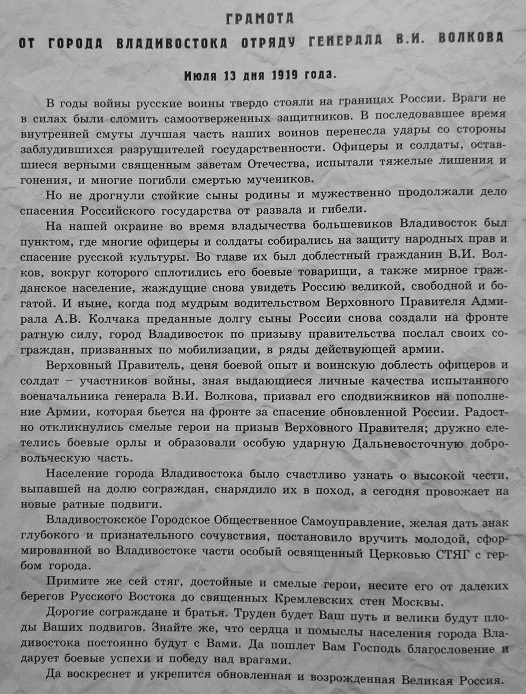
Грамота от города Владивостока отряду генерала В. И. Волкова

С 26 января 1919 года — Главный начальник Иркутского военного округа. Сменил на этом посту направленного на должность начальника штаба Южной армии генерал-майора А. В. Эллерц-Усова. Вячеславу Ивановичу было также поручено представлять адмирала Колчака в ходе формирования казачьих частей во Владивостоке.
В декабре 1918 г. был направлен Колчаком во главе IV Сибирского корпуса для усмирения атаманствующего Семенова в Забайкалье. Волкову было поручено собрать в Иркутске войска и двинуть их на Читу. «Переворотчики» Волков, Красильников и Катанаев, уже оправданные судом и произведённые в следующие чины, собирались ехать в отпуск на Дальний Восток. Перед отъездом Колчак возложил на Волкова особую миссию: «при проезде через Читу переговорить с полковником Семеновым, возбудить в нём патриотическое чувство и склонить его подчиниться всем распоряжениям верховной власти». Силы генерал-майора В. И. Волкова составляли довольно представительную делегацию из 60 человек. Каждый из трёх «переворотчиков» взял с собой на Восток по воинской команде из «своих» частей. После объединения эти команды составили конвойную полусотню при «Особой миссии». В неё входили офицеры, партизаны и казаки трёх белых частей: Партизанского отряда полковника И. Н. Красильникова, 1-го Сибирского казачьего Ермака Тимофеева полка полковника А. В. Катанаева и Петропавловского отдельного конного дивизиона, кадром для которого стала тайная военная организация В. И. Волкова. Начальником штаба Особой миссии был назначен капитан А. А. Бурова
Начальник штаба Колчака полковника Д. А. Лебедев на заседании Совета министров предложил применить против Читы силу в связи с тем, что Семенов отказывался подчиняться Верховному правителю и задерживал грузы на железной дороге. Верховный правитель и большинство его министров склонялись к тому, чтобы волевым решением сместить Семенова и назначить вместо него В. И. Волкова, Особая миссия которого тем временем в Иркутске уже собирала сведения о самочинной деятельности атамана Семенова. Днём 1 декабря между В. И. Волковым и Д. А. Лебедевым состоялся разговор по прямому проводу, в ходе которого Лебедев спросил Волкова, желает ли тот получить полномочия для ликвидации Семенова и сообщил о доверии генералу со стороны Верховного правителя, попросив Волкова до окончательного решения вопроса задержаться в Иркутске.
Д. А. Лебедев: «Позиция Семенова такова, что непринятие решительных мер роняет престиж власти, кроме того, он задерживает наши шифрованные телеграммы на восток, благодаря чему мы не можем снабдить фронт патронами, оружием, несмотря на то, что в этом отношении там переживают кризис. Поэтому Верховный Правитель предполагает сегодня отдать приказ о смещении Семенова с должности командира корпуса и принять ряд других решительных мер для приведения в повиновение Семенова. Верховный Правитель предполагает отдать приказ о Вашем вступлении во временное командование 5 Сибирским корпусом, соответствующее распоряжение предположено сделать Хорвату, прошу высказать мнение по этому вопросу».

В. И. Волков: «Решительные меры горячо приветствую, но для проведения их в жизнь необходимо объединить войска и тыловой район, включая Иркутск, Читу, Красноярск, в одних руках, именование „временно“ не считаю полезным, как все половинчатое. Необходимо обеспечить тыл востока, то есть район 4 корпуса, где не все в порядке, под давлением социалистов-революционеров здесь были арестованы командиры, полковник Зелов, до сих пор состоящий под арестом, по странным поводам, например, капитан Рудаков арестован за расстрел по военному суду агитатора, комкор слабый, дружит с левыми группами, желательна замена комкора, его помощника генерала Никитина и инаркора полковника Петухова, комиссар Яковлев левый, желательна его замена Якимовым, Иван Адрианович его знает и предполагал заменить. Есть временный кандидат генерал Тарнопольский, ныне начальник артиллерии округа, помощник комкора не нужен совсем, наштакор полковник Тонких на месте, (на пост) инаркора (предлагаю) полковника Лабунцова, который завтра, вероятно, будет в Омске у Вас с докладом, узнать о нём можно у капитана Симонова, начразотдела».
1 декабря А. В. Колчак подписал приказ, отрешавший Семенова от командования 5-м Приамурским корпусом и смещавший его со всех должностей. В. И. Волкову присваивались права генерал-губернатора, на правах командующего отдельной армией, и передавались в подчинение 4-й и 5-й корпусные районы. Параграф 3-й приказа гласил: «Приказываю генерал-майору Волкову привести в повиновение всех неповинующихся Верховной власти, действуя по законам военного времени». Верховный правитель в этом эпизоде проявил определённое политическое искусство, ибо «привести в повиновение всех не повинующихся» поручалось именно главному герою событий 18 ноября в Омске, судом над которым так возмущался атаман Семенов. Историк А. С. Кручинин отмечает, что таким образом наглядно демонстрировалось единство правительственных сил в борьбе с мятежным атаманом. А историк П. А. Новиков писал, что личное появление Волкова в качестве командующего отдельной Восточно-Сибирской армией, о предании суду которого Колчаком так возмущался ранее требовавший выдать его в числе других подсудимых в своё распоряжение Семёнов, лучше всего должно было способствовать мирному разрешению конфликта.
Ознакомившись на следующий день с приказом, генерал Волков отдал приказ о начале формировани Восточно-Сибирской отдельной армии, начал сбор сил и запросил у Омска подкреплений. Для охраны тоннелей, о сохранности которых беспокоился А. В. Колчак, Волков отправил на станцию Слюдянку отряд войскового старшины Бабушкина. В случае наступления семеновцев Бабушкину поручалось взорвать или забаррикадировать первый тоннель. Также генерал приказал доставить в Иркутск из Красноярска тяжелую артиллерию, батарею ТАОН-6. Чтобы получить некоторый выигрыш во времени, вечером 2 декабря Волков послал в Читу полковника И. Н. Красильникова во главе «дипломатической миссии», который предложил атаману признать Верховного правителя, причем от имени Волкова гарантировал ему прощение всех проступков.
Современники характеризовали генерала В. И. Волкова как «человека большой энергии», решительного во всех действиях и настойчивого до упрямства. Имея приказ подчинить атамана-«изменника» силой, он начал своё продвижение в Забайкалье сразу же, как только удалось собрать некоторые силы. 8 декабря 1918 г. отряд Волкова в составе 12-й и 14-й Сибирских стрелковых полков, а также забайкальских казаков Верхнеудинского округа был уже на станции Мозгон в 141 км от Читы. Однако дальше передвижение по железной дороге было невозможно, так как семеновцы разобрали путь. Семенов вызвал Волкова к прямому проводу и попросил остановить продвижение правительственных войск в связи с тем, что он якобы все равно решил уйти с Особым Маньчжурским отрядом в Монголию. Однако Волков не стал вести переговоры с Семеновым, заявил, что выполнит приказ Колчака и потребовав от Семенова подчиниться приказу № 61 и сдать 5-й корпус в течение суток. Семенов не согласился, сославшись на союзников, которые «ни в коем случае не допустят вооружённых столкновений на линии железной дороги». Японцы действительно весьма оперативно вмешались: генерал Фудзи, командовавший японской дивизией поставил Волкову ультиматум в течение суток разоружить прибывшие в Мозгон эшелоны и прекратить прибытие туда новых войск. Волков был вынужден подчиниться силе: часть его отряда была разоружена японцами, которые при этом гарантировали Омску в будущем бесперебойную работу железной дороги и телеграфа. После этого главнокомандующий союзными войсками в Сибири французский генерал М. Жанен обратился к Верховному правителю с предложением оставить инцидент в прошлом, и Адмирал отменил часть приказа № 61, в которой требовалось немедленное приведения Семенова в повиновение. Японцы вернули солдатам Волкова оружие, и те вернулись в Иркутск.
В сложившейся ситуации у генерала Волкова остались только средства моральные давления на Семенова, и он направил в Читу «миротворческую» миссию полковника А. В. Катанаева, с которым отправились капитан А. А. Буров и офицеры штаба Иркутского военного округа капитаны В. К. фон Баумгартен, барон Н.А Деллингсгаузен и ротмистр князь Гантимуров. Миссии было поручено уговорить Семенова признать верховную власть адмирала Колчака, предложив ему поехать в Омск, переговорить с адмиралом и принять командование над одним из корпусов непосредственно на фронте. Делегация прибыла в Читу во второй половине 11 декабря и пробыла у Семенова менее трёх суток. Утром 12 декабря Катанаев и Буров были у атамана, и у них сложилось впечатление, что он готов к признанию Колчака.
Несмотря на эти переговоры, в развитии же конфликта все же наступила стадия, когда не допущенные к прямому столкновению и отвергшие путь компромиссов стороны стали пытаться разложить противоположный лагерь. Колчаковцы распространяли на семеновской территории воззвание Волкова «Ко всем бойцам Особого Маньчжурского отряда», а в Чите газета «Русский Восток» ругала адмирала и предлагала в Верховные правители Г. М. Семенова. Засылались и агенты на «вражескую» территорию. Волков, например, собирался послать к войсковому атаману Забайкальского казачьего войска полковнику В. В. Зимину, по его данным, «личному врагу Семенова» посланников с просьбой о помощи. Офицеры Особой миссии Волкова с аналогичными заданиями ездили через Забайкалье в Харбин и Владивосток.
Оценивая перспективы этого противостояния, генерал В. Е. Флуг высказывал уверенность в том, что если бы японцы не вмешались во внутрироссийские дела и не остановили бы вооружённое столкновение между Волковым с Семеновым, конечный исход борьбы был бы в пользу первого, несмотря на ограниченность сил его Особой миссии. В ситуации же, когда иностранное вмешательство не позволило привести Семенова в повиновение, ликвидировать конфликт можно было уже лишь путём переговоров при посредничестве все тех же союзников.

### В боях на Восточном фронте
С 10 января 1919 года командовал войсками Средне-Сибирского военного округа.
18 марта 1919 года был назначен командиром формируемого Сводного казачьего корпуса, состоящего в резерве Верховного Главнокомандующего.
Вместе с А. В. Катанаевым руководил в апреле — мае 1919 г. операцией по подавлению Мариинского восстания в Атбасарском уезде. Силы сибирских казаков, которыми он командовал, играли главную роль в операции. Село Марииновка, главный оплот повстанцев, был взят 13 мая 1919 г. после нескольких неудачных атак благодаря личному появлению В. И. Волкова в боевых рядах казаков на автомобиле.
Находился непрерывно в боях на Восточном фронте, начиная с Уфимской операции.
В оборонительных боях за Уфу особые надежды командование связывало именно со Сводным корпусом генерала Волкова, который по плану должен был наносить фланговый удар по красным, продолжившим своё наступление 28 мая. Для того, чтобы корпус Волкова мог развернуться, 4-й Уфимской имени генерала Корнилова дивизии было приказано задержаться на западном берегу р. Белой до вечера 2 июня, однако её командующий генерал В. Д. Косьмин отступил и позволил красным обойти его не только с флага, но и с тыла, что заставило его отходить уже на другой берег Белой. В результате конница Волкова вместо флангового удара была вынуждена вступить во фронтальные бои, в которых добилась несмотря ни на что успеха, дойдя до Чишмы. Но значительно более крупного успеха следовало ожидать от конницы Волкова, если бы ей дали совершить задуманный фланговый манёвр. Приказами Верховного Правителя и Верховного главнокомандующего Волкову 31 марта и 28 мая 1919 года объявлялись благодарности.
12—27 июня исполнял должность командира 3-го Уральского корпуса (Уральской группы войск). С 28 июня 1919 был назначен командующим Южной конной группы, включавшей 1-ю Сибирскую казачью, 1-ю кавалерийскую, 2-ю Уфимскую кавалерийскую и Отдельную Златоустовско-Красноуфимскую Добровольческую бригаду, и входившей в состав Западной армии. Конная группа под командованием В. И. Волкова участвовала в тяжелых боях под Златоустом и Челябинском на правом фланге, оказывая помощь Уральской группе войск, позднее прикрывала отход основной части 3-й армии на восток.
В. И. Волков лично и соединения под его командованием отличились в боях на Тоболе и Ишиме.

### Великий Сибирский Ледяной поход и гибель генерала
Нам сказали, что враг недалеко,

        И, едва покормив лошадей,

        Мы отправились ночью глубокой

        Из уснувшей деревни скорей.

Мы не спали четвёртые сутки,

И опять приходилось не спать,

И кошмар неизвестности жуткий

Вновь в ту страшную ночь испытать.

        Безотрадные, тяжкие думы

        Сил не стало уже отгонять…

        А мужик-проводник наш угрюмый

        Нас, казалось, замыслил предать:

 По каким-то тропинкам нас вёл он

 И дорогу найти обещал.

 Лес был дикого ужаса полон,

 Лес скрипел, завывал и стонал…

        В бурной пляске сибирской метели

        Помутилась небесная твердь.

        И надежды совсем догорели,

        И почудилась близкая смерть…

 На рассвете мы вышли к дороге,

 Проводник же куда-то исчез.

 И как будто в глубокой тревоге

 Все шептал затихающий лес…

        По опущенной снегом поляне

        Утром тихо, устало мы шли…

        Это утро в кровавом тумане –

        Как его пережить мы смогли?

 Но, увы, – и не все пережили!

 Помню – выстрелы… Лица врагов…

 Нас толпою они окружили…

 Сердце сжалось… но не было слов…

        Все погибло! Людей нет любимых, –

        Только трупы в крови на снегу!

        Сколько пыток и мук нестерпимых,

        Ждёт теперь нас на каждом шагу!

 Не позволили даже проститься!

 Мертвых грабили… Слышался смех

 О, за что все, – рассудок мутился, –

 За какой неискупленный грех.

        Все погибло. Но мы не рыдали,

        Шли безмолвно, куда нас вели:

        Своё горе мы стойко скрывали

        И святыню свою берегли!

 Сосчитав, по саням рассадили,

 Повезли, как сказали, в тюрьму.

 Ко всему безучастны мы были,

 Погрузились в кромешную тьму…

            … А они, затаивши обиду,

            На поляне остались лежать…

            И в ночной темноте панихиду

            Стали звери по ним совершать!
С 20 ноября 1919 года В. И. Волков командовал Сибирской казачьей группой в составе 1-й, 2-й, 3-й, 4-й и 5-й Сибирских казачьих дивизий и Отдельной Сибирской казачьей (кадровой) бригады. В эту группу планировалось влить все части Сибирского казачьего войска, собрать их юго-западнее Новониколаевска, и переформировать в конную дивизию. Штабом группы стал штаб Конной группы из состава 2-й армии. Так как большинство частей подлежавшего расформированию Войскового Сибирского казачьего корпуса не успели прибыть в срок в заданный район, 1-я и 2-я Сибирские казачьи дивизии, простояв под Новониколаевском несколько дней, были походным порядком направлены в Красноярск — к новому месту перегруппировки. Генерал В. И. Волков выделил кулак из наиболее боеспособных частей в виде Сводной бригады полковника Ф. Л. Глебова из наиболее сохранившихся 2-го и 10-го Сибирских казачьих полков, которая и прорвалась севернее Красноярска. 1-я Сибирская казачья дивизия генерал-майора Н. П. Кубрина в составе 1-го, 3-го и 5-го Сибирских казачьих полков 5 января 1920 г. по приказу В. И. Волкова предприняла попытку взять Красноярск, но успеха не достигла.
Как пишет исследователь В. И. Шулдяков, скорее всего В. И. Волков с частью чинов штаба 6 января обошёл Красноярск по тайге, оторвавшись от Сводной бригады Ф. Л. Глебова, и следовал далее походным порядком, уже не располагая более боевой силой. Двигаясь на восток с частью офицеров штаба, другими присоединившимися к офицерами, их женами с детьми, отряд-обоз достиг станции Алзамай, где в связи с трудностью похода для женщин и детей сели в румынский эшелон, двигавшийся в самом арьергарде эвакуировавшегося по Транссибу Чехословацкого корпуса. Дней через 10 румыны высадили русских из эшелона близ станции Тельма Иркутского уезда, что обрекло В. И. Волкова и его спутников на пленение, а некоторых из них и на скорую гибель. В отряде Волкова, представлявшем собой колонну из нескольких десятков саней, по сути санный обоз (по выражению одного из участников похода — «Обоз Сибирской казачьей группы»), к этому моменту было не менее 26 офицеров, 41 нижнего чина (главным образом, вестовые офицеров) и 10 членов офицерских семей (6 женщин и 4 детей). Генерал В. И. Волков и его офицеры отдавали себе отчёт в рискованности своего нового положения: маленькому отряду-обозу, значительно отставшему от основных сил каппелевцев, угрожали и красные партизаны, и иркутские большевики, которые могли перерезать путь волковцев на восток. Для того, чтобы догнать арьергарды белых, В. И. Волкову приходилось вести свой отряд на пределе его сил. Последние четверо суток пути были пройдены без единой ночёвки.
Выйдя на Московский тракт, располагавшийся вдоль Транссиба, генерал Волков встретился с начальником чешского эшелона для того, чтобы выяснить оперативную обстановку. Начальник чешского эшелона сообщил русскому генералу, что «впереди никаких красных нет», но при этом советовал поторопиться. О том, что руководство Чехословацкого корпуса сговорилось с командованием 5-й армии красных, Волков знать не мог. Чешская часть охраняла железнодорожный мост через р. Китой и её эшелон, скорее всего, стоял у самого моста, то есть в 1,5-2 км северо-западнее разъезда Китой.
Двигаясь через лес от моста через р. Китой к разъезду Китой, находящемуся между станциями Тельма (северо-западнее Китоя) и Ангара (юго-восточнее), ближе к последней (до Тельмы от разъезда было 12-13 км, до Ангары — 6-7 км), уже на подходе к разъезду, обоз генерала Волкова натолкнулся на красноармейцев 15-го Иркутского советского пехотного полка. Засев в засаде, красные подпустили волковцев на близкое расстояние и повели огонь на поражение, потом бросившись разоружать атакуемых. На зимней дороге санному обозу требовалось время, чтобы развернуться для оказания сопротивления, счёт шёл на минуты, если не секунды. Вряд ли кто-то из измученных и обессиленных несколькими сутками почти непрерывного бессонного перехода отстреливался. Волковцы оглянуться не успели, как оказались среди набросившихся на них со всех сторон врагов. В ходе этого неожиданного захвата, впрочем, отряд потерял нескольких человек убитыми. Пленения в лесу, видимо, избежал только самый хвост отряда-обоза: Н. А. Деллингсгаузен и ещё пять человек с началом стрельбы смогли отскочить назад, к чехам. По данным историка С. В. Волкова, генерал В. И. Волков был убит примерно 29 января близ деревень Пацаны и Пашки юго-восточнее Иркутска под ст. Ангара. Историк Шулдяков пишет, что генерал В. И. Волков предпочёл застрелиться перспективе попасть в плен к красным: он, по воспоминаниям дочери, никогда не рисовался, не унывал, в его поведении всегда «была нравственная подтянутость и постоянная готовность к смотру Всевышнего». Это был волевой, «выдержанный, всегда владевший собой человек». Жена генерала — А. С. Волкова — «просила разрешения попрощаться с мужем», но ей не разрешили. Тела генерала В. И. Волкова и других убитых, обобранные, полураздетые красными, остались лежать брошенными на лесной поляне.
Шестеро успевших вернуться к чехам после нападения на обоз, были ими вскоре выданы большевикам.

## Пресса о гибели генерала
Смерть знаменитого Сибирского генерала не осталась незамеченной прессой Иркутска. Так, меньшевистская газета «Дело» сообщила об этом в следующем виде: 
В бою под Китоем нашими отрядами был убит генерал Волков. Выдвинулись сани, Волков был с пулеметом, из которого он открыл огонь. В ответ наши бойцы начали стрелять в него из винтовок. Пуля из рядов Советских войск попала ему в лоб. Жена Волкова попала в плен, она просила разрешения попрощаться с мужем.

## Семья
Жена — Анна Сергеевна Волкова. Родилась в г. Уральске 24 декабря 1881 г. Происходила из старинного рода уральских казаков Толстовых. Дочь генерала от кавалерии Сергея Евлампиевича Толстова (1849—1921), казака станицы Гурьевской, и его законной супруги Марии Павловны (? — 1921, Баку) в девичестве Сычуговой, дочери войскового старшины Уральского войска. С Вячеславом Волковым познакомилась в Семиречье, где её отец командовал в 1895—1899 гг. Отдельной Западно-Сибирской казачьей бригадой. После гибели мужа и пленения провела в тюрьме вместе с детьми около 10 дней. Сидела в одной камере с А. В. Тимиревой (1893—1975), возлюбленной Верховного Правителя адмирала А. В. Колчака. Была освобождена 21 февраля 1920 г. Анна Сергеевна нашла пристанище — «маленькую жалкую избёнку» в далеком предместье Иркутска, где поселилась с дочерью и своей сестрой с её детьми. Вскоре Анна Сергеевна умерла от сыпного тифа, которым заразилась в тюрьме.
Дочь — Мария Вячеславовна Волкова (02(15).10.1903 (или 1902), Усть-Каменогорск — 07.02.1983, ФРГ) была спасена личным адъютантом генерала есаулом А. А. Эйхельбергером, который смог вывезти её в Литву из Советской России. В замужестве Эйхельбергер. Стала выдающейся поэтессой Русского Зарубежья, писала под своей девичьей фамилией. Издала в 1936 г. в Харбине сборник своих стихов «Песни о Родине» с предисловием генерала П. Н. Краснова. Сотрудничала с газетой «Русская мысль» (Париж). Проживала в Литве и ФРГ.